# Certains l'aiment noire
Pour plus de détails, voir Fiche technique et Distribution.
Certains l'aiment noire (Vampiresas 1930) est un film franco-espagnol réalisé par Jesús Franco, sorti en 1962.

## Fiche technique
- Titre original : Vampiresas 1930
- Titre français : Certains l'aiment noire
- Réalisation : Jesús Franco
- Scénario : Jesús Franco, Pío Ballesteros et María del Carmen Martínez Román
- Production : Marius Lesoeur
- Pays d'origine : Espagne - France
- Date de sortie : 1962

## Distribution
- Mikaela : Dora
- Antonio Ozores : Daniel Masset
- Lina Morgan : Carolina Malotte
- Yves Massard : Tony Fabien
- Félix Fernández : Producteur
- Manuel Alexandre : Directeur
- Álvaro de Luna : Pelea
- Silvia Solar
- Marisol Ayuso
- Sancho Gracia